# Marinero de primera
Marinero de primera o marinero primero es un rango militar utilizado en algunas armadas.

Divisa de marinero de primera de la Armada de España.

## Uso

### Argentina
En la Armada Argentina el grado de marinero primero —abreviación conjunta: MI— es el rango más alto del personal de la Tropa Voluntaria. Su inmediato inferior es el marinero de segunda.

### España
En el Cuerpo General de la Armada Española el grado de marinero de primera es el grado inmediato superior al de marinero y el inmediato inferior al de cabo; en el Cuerpo de Infantería de Marina equivale a soldado de primera.